# Zabukovje (Vojnik, Slovenija)
Zabukovje je naselje u slovenskoj Općini Vojniku. Zabukovje se nalazi u pokrajini Štajerskoj i statističkoj regiji Savinjskoj. 

## Stanovništvo
Prema popisu stanovništva iz 2002. godine naselje je imalo 18 stanovnika.